# Szentiványi Péter
Szentiványi Péter (Budapest, 1926. augusztus 6. – 2018. október 6.) magyar kertészmérnök, növénynemesítő; a mezőgazdasági tudományok kandidátusa (1985), doktora (1992).

## Életútja
1951-ben az Agrártudományi Egyetem Kert- és Szőlőgazdaság Tudományi Karán diplomázott. 1951-től a Gyümölcs- és Dísznövénytermesztési Kutató Fejlesztő Vállalat, munkatársa, majd tudományos főtanácsadó. A mezőgazdasági tudományok kandidátusa (1985), doktora (1992). Kutatási területe a dió- és gesztenyetermesztés, oltványtermelési technológia, nemesítés, új diótípusok meghonosítása. 32 fajtát nemesített: 21 dió, 8 gesztenye és 3 mogyoró.

## Díjai
- Fleischmann Rudolf-díj
- Fejér megye díszpolgára
- Magyar Érdemrend lovagkeresztje (2011)

## Művei
- Diótermesztés (1976)
- Gesztenyetermesztés (1976)